# Шмонин, Дмитрий Андреевич
 Дми́трий Андре́евич Шмонин  (9 ноября 1925 — 2 июня 1971) — стрелок 215-го гвардейского стрелкового полка (77-я гвардейская стрелковая дивизия, 61-я армия, Центральный фронт), гвардии красноармеец. Герой Советского Союза.

## Биография
Родился 9 ноября 1925 года в деревне Ерестная Бугринского района (c октября 1930 года деревня Ерестная в числе ряда других деревень вошла в городскую черту Новосибирска, образовав Заобский район) в крестьянской семье. Окончил 7 классов «Неполной средней школы» № 66.
В декабре 1942 года призван в РККА Кировским РВК города Новосибирска. С 1943 года воевал в составе 215-го гвардейского стрелкового полка на Центральном фронте.
Гвардии красноармеец Шмонин отличился в боевых операциях за овладение городом Черниговом в сентябре 1943 года. Так же доблесть и мужество проявил в боях за Днепр 28 сентября 1943 года. Получив боевое задание, Шмонин в сложных условиях в составе группы бойцов на бочках в полном вооружении успешно переправился на правый берег реки, и, несмотря на сильный огонь противника, первым прорвавшись к немецким позициям, выбил гитлеровцев из окопа и закрепился в нём до подхода остальных бойцов роты. В том бою он был тяжело ранен.
Указом Президиума Верховного Совета СССР «О присвоении звания Героя Советского Союза генералам, офицерскому, сержантскому и рядовому составу Красной Армии» от 15 января 1944 года за «образцовое выполнение боевых заданий Командования по форсированию реки Днепр и проявленные при этом отвагу и геройство» гвардии красноармейцу Шмонину Дмитрию Андреевичу присвоено звание Героя Советского Союза с вручением ордена Ленина и медали «Золотая Звезда».
В 1944 году демобилизовался по ранению. Жил и работал в Новосибирске. В 1953 году окончил курсы техников-геодезистов. Работал в геодезических партиях, старшим топографом треста инженерно-строительных изысканий.
Умер 2 июня 1971 года. Похоронен в Новосибирске на Клещихинском кладбище.
Память
- В городе Новосибирске в честь героя сибиряка, Дмитрия Шмонина названа улица, она находится в Кировском районе, ЖК Матрёшкин двор.

## Награды
- Медаль «Золотая Звезда» (15.01.1944)[1][2];
- орден Ленина (15.01.1944);
- медали.